# Языковой комплекс
Языковый комплекс — группа языков, отношения между которыми аналогичны отношениям между диалектами внутри диалектного континуума, но при этом степень различий более сильная. Иными словами, составляющими языкового комплекса являются не диалекты, а языки, тем не менее проведение границ между отдельными идиомами по-прежнему затруднено.
В дальнейшем на основе языкового комплекса может сложиться псевдо-генетическое объединение (линкидж; англ. linkage), если носители одного или нескольких составляющих покидают основную территорию языкового комплекса. Оставшиеся члены изначального диалектного континуума/языкового комплекса, развиваясь самостоятельно, продолжают обмениваться некоторыми чертами и инновациями, так что со временем возникает некоторое подобие генетического родства. Однако его общие характеристики оказываются либо унаследованными архаизмами (часто утраченными в отселившихся членах языкового комплекса), либо объединяют лишь часть членов комплекса, обычно ближайших соседей. Таким образом, реконструировать общий язык-предок возможно только для всех членов изначального языкового комплекса, но не отдельно для оставшейся части его членов.
Примером линкиджей являются центрально-малайско-полинезийские языки, центрально-восточно-океанийские языки, балтийские языки.